# Józef Grabowicz
Józef Grabowicz (ur. 6 kwietnia 1930 w Boczkach Domaradzkich, zm. 28 lipca 2007) – polski publicysta, redaktor naczelny pism młodzieżowych, reporter i działacz społeczny.

## Życiorys
Ukończył studia na Wydziale Filozoficznym Uniwersytetu Warszawskiego (1953) oraz na Wydziale Historyczno-Socjologicznym Wyższej Szkoły Nauk Społecznych przy KC PZPR (1965).
W latach 1949–1969 dziennikarz, w latach 1969-1975 zastępca redaktora naczelnego tygodnika Nowa Wieś, redaktor naczelny tygodnika Zarzewie (1975-1976), redaktor naczelny tygodnika Walka Młodych (1976-1981). W latach 1981–1990 zastępca redaktora naczelnego miesięcznika Komitetu Centralnego PZPR Życie Partii.
Debiut literacki w tygodniku Nowa Kultura (1952), debiut książkowy 1962.
Członek Związku Młodzieży Polskiej (1948-1956), Związku Młodzieży Wiejskiej, Związku Socjalistycznej Młodzieży Polskiej (członek Prezydium Zarządu Głównego 1976-1980), przewodniczący Komisji Kultury Zarządu Głównego ZSMP. Od 1955 roku należał do PZPR. Członek Stowarzyszenia Dziennikarzy Polskich (1951-1982) oraz Stowarzyszenia Dziennikarzy PRL (od 1982).
Otrzymał m.in. Nagrodę Prezesa Robotnicza Spółdzielnia Wydawnicza „Prasa” (1967), Nagrodę Główną Rady Głównej Federacji Związków Socjalistycznej Młodzieży Polskiej (1979) oraz inne nagrody i wyróżnienia w ogólnopolskich konkursach na reportaż.

## Publikacje
6 zbiorów reportaży o tematyce społecznej, m.in. Złota trumna (1962), Pejzaż wiejski z Temidą (1965, I nagroda tygodnika Prawo i Życie), Pożegnanie z zaściankiem (1968), Miłość szuka azylu (1972), Pożądanie w cieniu wierzb (1979).

## Odznaczenia
- Krzyż Komandorski Orderu Odrodzenia Polski
- Krzyż Oficerski Orderu Odrodzenia Polski
- Krzyż Kawalerski Orderu Odrodzenia Polski
- Medal Komisji Edukacji Narodowej
- Odznaka „Zasłużony Działacz Kultury”.
- Złota odznaka "Za długoletnią pracę" (od Stowarzyszenia Dziennikarzy PRL, 1985)[2]